# دیوید اچ استاینبرگ

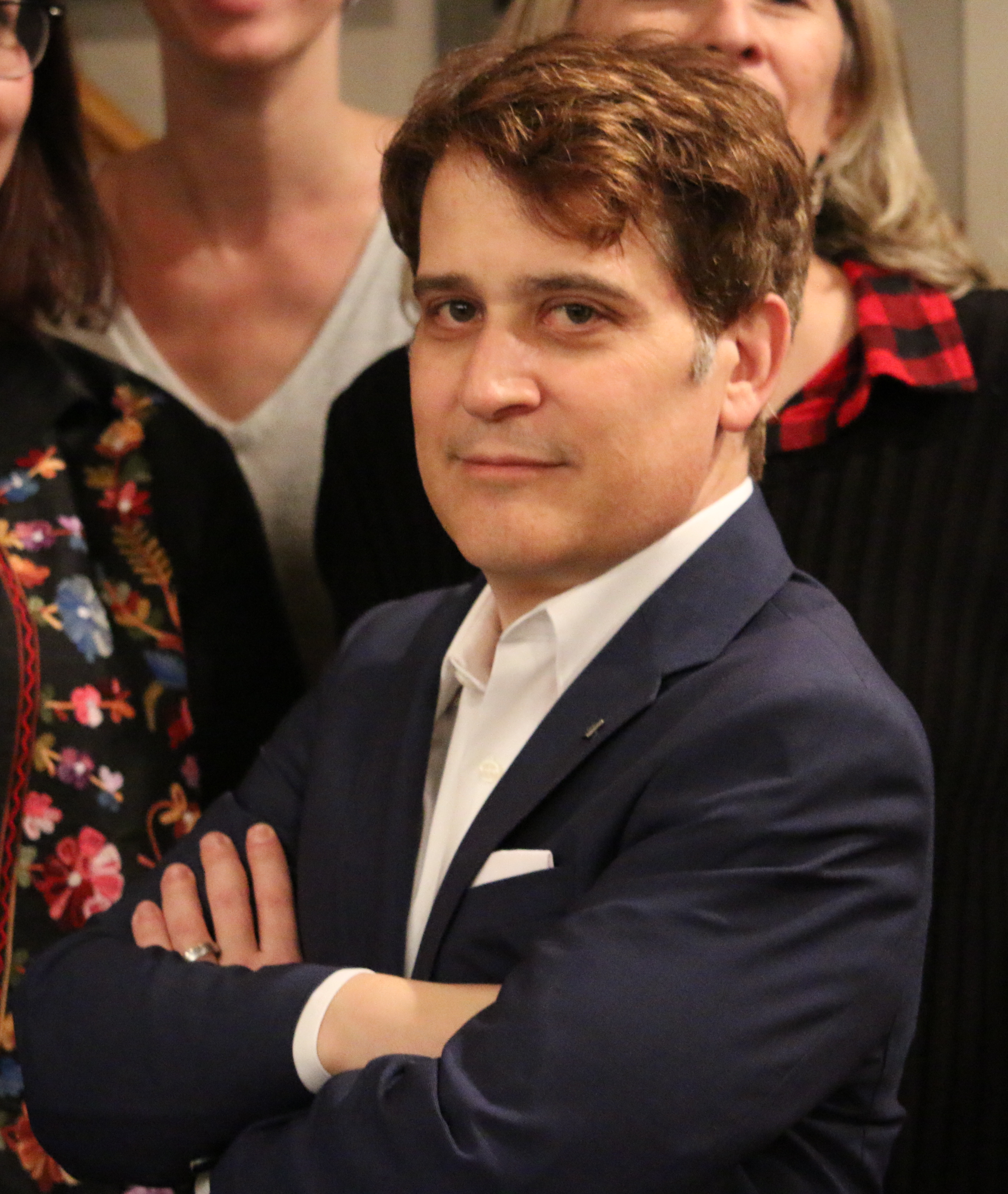
تصویر دیوید اچ. استاینبرگ

دیوید اچ. استاینبرگ (به انگلیسی: David H. Steinberg) نویسنده، کارگردان فیلم و تهیه‌کننده تلویزیونی برای سینما و تلویزیون آمریکا است. 

## زندگی خصوصی
استاینبرگ در وست هارتفورد متولد شد. وی در سن ۱۶ سالگی وارد دانشگاه ییل شد و مدرک حقوق خود را از دانشگاه دوک بدست آورد تا جایی که به عنوان سردبیر بازنگری نیز فعالیت می‌کرد.   استینبرگ قبل از فارغ التحصیلی اولین فیلم‌نامه گمانی خود را با نام تنبل‌ها فروخت که در سال ۲۰۰۲ منتشر شد.  پس از فروش این فیلمنامه استینبرگ بلافاصله توسط کمپانی یونیورسال پیکچرز استخدام شد تا دو پیش نویس اول فیلم پای آمریکایی ۲ را بنویسد. 